# Volodymyr Šackych
Volodymyr Volodymyrovyč Šackych (* 2. července 1981 Molodohvardijsk) je bývalý ukrajinský zápasník – klasik.

## Sportovní kariéra
Pochází z hornické oblasti Donbasu na východě Ukrajiny. Zápasení se věnoval od útlého dětství v rodném Molodohvardijsku pod vedením Viktora Martyňuka. Na zápas řecko-římský se začal specializovat od 11 let pod vedením Anatolije Kytčenka. Kytčenko ho ve 14 letech doporučil na střední sportovní školu do Luhansku k trenérům Volodymyru a Mykolu Rubežným. Po skončení střední školy se přesunul do vrcholového tréninkového střediska v Dněpropetrovsku k trenéru Mykolu Stavrynovi.
V ukrajinské mužské reprezentaci klasiků se začal prosazovat od roku 2002 ve váze do 74 kg přes zkušeného Rustama Adžiho. V roce 2003 se celkovým pátým místem na mistrovství světa ve francouzské Paříži-Créteil kvalifikoval na olympijské hry v Athénách. V olympijské roce 2004 uhájil nominaci před konkurencí – Vasyl Račyba. V Athénách byl nalosován do čtyřčlenné skupiny s hlavním favoritem Varteresem Samurgaševem z Ruska. V úvodním zápase skupiny podlehl Samurgaševovi 0:4 na technické body a z třetího místa ve skupině nepostoupil do vyřazovacích bojů.
V roce 2006 se pod vedením nového reprezentačního trenéra Nelsona Davidjana výborně připravil na zářijové mistrovství světa v čínském Kantonu a získal nečekaný titul mistra světa. Na ten však na dalších turnajích nenavázal. V roce 2008 se na poslední pokus vítězstvím na olympijském kvalifikačním turnaji v srbském Novim Sadu kvalifikoval na olympijské hry v Pekingu. V Pekingu prohrál v úvodním kole těsně 1-2 na sety s Arménem Arsenem Džulfalakjanem.
V roce 2009 skončil u reprezentace trenér Davidjan a nový reprezentační trenér Oleksandr Kotovoj dal v roce 2010 šanci jeho dlouholetému rivalovi Dmytro Pyškovovi. Vzájemná rivalita s Pyškovem však pro Ukrajinu neskončila vybojovanou olympijskou kvótou ve váze do 74 kg na olympijských hrách v Londýně v roce 2012. Vzápětí ukončil sportovní kariéru. Věnuje se trenérské práci.

### Výsledky v zápasu řecko-římském
| Turnaj             | 2000 | 2001 | 2002 | 2003 | 2004 | 2005 | 2006 | 2007 | 2008 | 2009 | 2010 | 2011 | 2012 |
| Turnaj             | 19   | 20   | 21   | 22   | 23   | 24   | 25   | 26   | 27   | 28   | 29   | 30   | 31   |
| Turnaj             | −69  | −76  | −74  | −74  | −74  | −74  | −74  | −74  | −74  | −74  | −74  | −74  | −74  |
| ------------------ | ---- | ---- | ---- | ---- | ---- | ---- | ---- | ---- | ---- | ---- | ---- | ---- | ---- |
| Olympijské hry     | —    |      |      |      | úč.  |      |      |      | úč.  |      |      |      | —    |
| Mistrovství světa  |      | —    | 4.   | 5.   |      | —    | 1.   | úč.  |      | —    | —    | úč.  |      |
| Mistrovství Evropy | —    | —    | —    | úč.  | —    | úč.  | úč.  | —    | úč.  | 2.   | —    | —    | —    |
| MS juniorů         | 1.   | úč.  |      |      |      |      |      |      |      |      |      |      |      |
| ME juniorů         | —    |      |      |      |      |      |      |      |      |      |      |      |      |

### Olympijské hry a mistrovství světa
| Olympijské hry a mistrovství světa                | Olympijské hry a mistrovství světa                | Olympijské hry a mistrovství světa                | Olympijské hry a mistrovství světa                | Olympijské hry a mistrovství světa                | Olympijské hry a mistrovství světa                | Olympijské hry a mistrovství světa                | Olympijské hry a mistrovství světa                | Olympijské hry a mistrovství světa                | Olympijské hry a mistrovství světa                | Olympijské hry a mistrovství světa                |
| Kolo                                              | Výsledek                                          | Bilance                                           | Soupeř                                            | Výsledek                                          | KB                                                | ∑KB                                               | Styl                                              | Datum                                             | Turnaj                                            | Místo                                             |
| 2011 Mistrovství světa do 74 kg v klasickém stylu | 2011 Mistrovství světa do 74 kg v klasickém stylu | 2011 Mistrovství světa do 74 kg v klasickém stylu | 2011 Mistrovství světa do 74 kg v klasickém stylu | 2011 Mistrovství světa do 74 kg v klasickém stylu | 2011 Mistrovství světa do 74 kg v klasickém stylu | 2011 Mistrovství světa do 74 kg v klasickém stylu | 2011 Mistrovství světa do 74 kg v klasickém stylu | 2011 Mistrovství světa do 74 kg v klasickém stylu | 2011 Mistrovství světa do 74 kg v klasickém stylu | 2011 Mistrovství světa do 74 kg v klasickém stylu |
| ------------------------------------------------- | ------------------------------------------------- | ------------------------------------------------- | ------------------------------------------------- | ------------------------------------------------- | ------------------------------------------------- | ------------------------------------------------- | ------------------------------------------------- | ------------------------------------------------- | ------------------------------------------------- | ------------------------------------------------- |
| 1/32                                              | prohra                                            | 15-8                                              | Arsen Džulfalakjan (ARM)                          | 0-2 (0:2, 0:2)                                    | 0                                                 | 3                                                 | Zápas řecko-římský                                | 14. září 2011                                     | Mistrovství světa                                 | Istanbul, Turecko                                 |
| 1/64                                              | vítězství                                         | 15-7                                              | Florian Marchl (AUT)                              | 2-0 (4:0, 3:0)                                    | 3                                                 | 3                                                 | Zápas řecko-římský                                | 14. září 2011                                     | Mistrovství světa                                 | Istanbul, Turecko                                 |
| 2008 Olympijské hry do 74 kg v klasickém stylu    |                                                   |                                                   |                                                   |                                                   |                                                   |                                                   |                                                   |                                                   |                                                   |                                                   |
| 1/32                                              | prohra                                            | 14-7                                              | Arsen Džulfalakjan (ARM)                          | 1-2 (1*:1, 1:1*, 1*:1)                            | 1                                                 | 1                                                 | Zápas řecko-římský                                | 13. srpen 2008                                    | Olympijské hry                                    | Peking, Čína                                      |
| 2007 Mistrovství světa do 74 kg v klasickém stylu |                                                   |                                                   |                                                   |                                                   |                                                   |                                                   |                                                   |                                                   |                                                   |                                                   |
| 1/64                                              | prohra                                            | 14-6                                              | T.C. Dantzler (USA)                               | 0-2 (1:3, 1:2)                                    | 1                                                 | 1                                                 | Zápas řecko-římský                                | 18. září 2007                                     | Mistrovství světa                                 | Baku, Ázerbájdžán                                 |
| 2006 Mistrovství světa do 74 kg v klasickém stylu |                                                   |                                                   |                                                   |                                                   |                                                   |                                                   |                                                   |                                                   |                                                   |                                                   |
| finále                                            | vítězství                                         | 14-5                                              | Marko Yli-Hannuksela (FIN)                        | 2-0 (2:1, 4:0)                                    | 3                                                 | 21                                                | Zápas řecko-římský                                | 26. září 2006                                     | Mistrovství světa                                 | Kanton, Čína                                      |
| semifinále                                        | vítězství                                         | 13-5                                              | Konstantin Schneider (GER)                        | 2-1 (0:2, 3:0, 3:0)                               | 3                                                 | 18                                                | Zápas řecko-římský                                | 26. září 2006                                     | Mistrovství světa                                 | Kanton, Čína                                      |
| čtvrtfinále                                       | vítězství                                         | 12-5                                              | Mark Madsen (DEN)                                 | 2-1 (2:1, 1:1*, 3:0)                              | 3                                                 | 15                                                | Zápas řecko-římský                                | 26. září 2006                                     | Mistrovství světa                                 | Kanton, Čína                                      |
| 1/16                                              | vítězství                                         | 11-5                                              | Danijar Köbönov (KGZ)                             | 2-0 (3:2, 7:0)                                    | 3                                                 | 12                                                | Zápas řecko-římský                                | 26. září 2006                                     | Mistrovství světa                                 | Kanton, Čína                                      |
| 1/32                                              | vítězství                                         | 10-5                                              | Ilja Šafran (ISR)                                 | 2-1 (1:1*, 7:0, 7*:0)                             | 4                                                 | 9                                                 | Zápas řecko-římský                                | 26. září 2006                                     | Mistrovství světa                                 | Kanton, Čína                                      |
| 1/64                                              | vítězství                                         | 9-5                                               | Rádžbír Singh (IND)                               | nenastoupil                                       | 5                                                 | 5                                                 | Zápas řecko-římský                                | 26. září 2006                                     | Mistrovství světa                                 | Kanton, Čína                                      |
| 2004 Olympijské hry do 74 kg v klasickém stylu    |                                                   |                                                   |                                                   |                                                   |                                                   |                                                   |                                                   |                                                   |                                                   |                                                   |
| 5. skupina                                        | vítězství                                         | 8-5                                               | Mohammad Babulfath (SWE)                          | nenastoupil                                       | 4                                                 | 4                                                 | Zápas řecko-římský                                | 25.–26. srpen 2004                                | Olympijské hry                                    | Athény, Řecko                                     |
| 5. skupina                                        | prohra                                            | 7-5                                               | Konstantin Schneider (GER)                        | lopatky (3:25)                                    | 0                                                 | 0                                                 | Zápas řecko-římský                                | 25.–26. srpen 2004                                | Olympijské hry                                    | Athény, Řecko                                     |
| 5. skupina                                        | prohra                                            | 7-4                                               | Varteres Samurgašev (RUS)                         | tech. body (0:4)                                  | 0                                                 | 0                                                 | Zápas řecko-římský                                | 25.–26. srpen 2004                                | Olympijské hry                                    | Athény, Řecko                                     |
| 2003 Mistrovství světa do 74 kg v klasickém stylu |                                                   |                                                   |                                                   |                                                   |                                                   |                                                   |                                                   |                                                   |                                                   |                                                   |
| čtvrtfinále                                       | prohra                                            | 7-3                                               | Alexej Gluškov (RUS)                              | tech. body (1:8)                                  | 1                                                 | 12                                                | Zápas řecko-římský                                | 3.-5. říjen 2003                                  | Mistrovství světa                                 | Créteil, Francie                                  |
| 1/16                                              | vítězství                                         | 7-2                                               | Badri Chasaija (GEO)                              | lopatky                                           | 4                                                 | 11                                                | Zápas řecko-římský                                | 3.-5. říjen 2003                                  | Mistrovství světa                                 | Créteil, Francie                                  |
| 6. skupina                                        | vítězství                                         | 6-2                                               | Filiberto Azcuy (CUB)                             | tech. body (4:0)                                  | 3                                                 | 7                                                 | Zápas řecko-římský                                | 3.-5. říjen 2003                                  | Mistrovství světa                                 | Créteil, Francie                                  |
| 6. skupina                                        | vítězství                                         | 5-2                                               | Mats Rolfsen (NOR)                                | tech. převaha                                     | 4                                                 | 4                                                 | Zápas řecko-římský                                | 3.-5. říjen 2003                                  | Mistrovství světa                                 | Créteil, Francie                                  |
| 2002 Mistrovství světa do 74 kg v klasickém stylu |                                                   |                                                   |                                                   |                                                   |                                                   |                                                   |                                                   |                                                   |                                                   |                                                   |
| o 3. místo                                        | prohra                                            | 4-2                                               | Filiberto Azcuy (CUB)                             | tech. body (1:5)                                  | 1                                                 | 14                                                | Zápas řecko-římský                                | 21.-22. září 2002                                 | Mistrovství světa                                 | Moskva, Rusko                                     |
| semifinále                                        | prohra                                            | 4-1                                               | Badri Chasaija (GEO)                              | tech. body (0:3)                                  | 0                                                 | 13                                                | Zápas řecko-římský                                | 21.-22. září 2002                                 | Mistrovství světa                                 | Moskva, Rusko                                     |
| čtvrtfinále                                       | vítězství                                         | 4-0                                               | Konstantin Schneider (GER)                        | lopatky                                           | 4                                                 | 13                                                | Zápas řecko-římský                                | 21.-22. září 2002                                 | Mistrovství světa                                 | Moskva, Rusko                                     |
| 1/16                                              | vítězství                                         | 3-0                                               | T.C. Dantzler (USA)                               | tech. body (3:0)                                  | 3                                                 | 9                                                 | Zápas řecko-římský                                | 21.-22. září 2002                                 | Mistrovství světa                                 | Moskva, Rusko                                     |
| 6. skupina                                        | vítězství                                         | 2-0                                               | Kacuhiko Nagata (JPN)                             | tech. body (5:1)                                  | 3                                                 | 6                                                 | Zápas řecko-římský                                | 21.-22. září 2002                                 | Mistrovství světa                                 | Moskva, Rusko                                     |
| 6. skupina                                        | vítězství                                         | 1-0                                               | Daniel Schnyder (SUI)                             | tech. body (8:0)                                  | 3                                                 | 3                                                 | Zápas řecko-římský                                | 21.-22. září 2002                                 | Mistrovství světa                                 | Moskva, Rusko                                     |